# Carmella (Wrestlerin)
Leah Van Dale (* 23. Oktober 1987 in Worcester, Massachusetts, USA), besser bekannt unter ihrem Ringnamen Carmella, ist eine US-amerikanische Wrestlerin, Tänzerin und Model. Sie steht derzeit bei World Wrestling Entertainment unter Vertrag. Sie ist seit 2017 eine der wichtigsten Darstellerinnen der Reality Show Total Divas. Ihr größter Erfolg ist der Erhalt der WWE SmackDown Women’s Championship.

## Karriere
Im Juni 2013 unterzeichnete Van Dale einen Vertrag bei World Wrestling Entertainment. Anfangs wurde sie bei NXT, der Aufbauliga der WWE, eingesetzt. Dort bekam sie den Ringnamen Carmella.
Ihr Debüt feierte sie bei der NXT-Ausgabe vom 4. September 2014, wo sie eine Friseurin verkörperte. Zwei Wochen später verlor sie laut Storyline wegen Colin Cassady und Enzo Amore ihren Job, woraufhin die beiden ihr einen neuen Job bei NXT besorgten. Somit wurde sie auch deren Begleiterin.
Ihr erstes TV-Match hatte sie am 16. Oktober 2014 bei einer NXT-Ausgabe, wo sie gegen Blue Pants gewann. Während ihrer Zeit bei NXT begleitete sie Colin Cassady und Enzo Amore bei ihrer Fehde gegen die NXT Tag Team Champions Buddy Murphy und Wesley Blake und deren Valet Alexa Bliss.
Ihre Zusammenarbeit mit Colin Cassady und Enzo Amore endete, als die beiden am 4. April 2016 ins Main Roster aufgestiegen waren. Ihr Main Roster-Debüt erfolgte am 26. Juli 2016. Eine Woche zuvor, am 19. Juli 2016, wurde sie im Zuge des WWE Drafts zu WWE SmackDown Live gedraftet.
Im Dezember 2016 begann sie eine Allianz mit James Ellsworth. Durch dessen Hilfe gewann sie am 18. Juni 2017 bei WWE Money in the Bank das erste Money in the Bank Ladder-Match der Frauen. Ihre Partnerschaft mit James Ellsworth beendete sie im November 2017.
Ihren Money in the Bank-Koffer löste sie erfolgreich bei der SmackDown-Ausgabe nach WrestleMania 34 am 10. April 2018 gegen Charlotte Flair ein. Durch diesen Sieg gewann sie erstmals in ihrer Karriere die WWE SmackDown Women’s Championship. Den Titel verlor sie dann nach 131 Tagen Regentschaft beim WWE SummerSlam am 19. August 2018 gegen Charlotte Flair in einem Triple Threat Match, an dem auch Becky Lynch beteiligt war.
Seit dem Verlust des Titels bestritt sie dann nur noch Einzel-Matches. Ebenfalls gewann sie mit ihrem Partner R-Truth die Mixed Match Challenge 2018, was ihr beim WWE Royal Rumble 2019 den Startplatz 30 für die Women’s Battle Royal sicherte, welche sie jedoch nicht gewinnen konnte. Am 7. April 2019 gewann sie dann bei WrestleMania 35 die WWE Women’s Battle Royal. Sie nahm am Money in the Bank Ladder Match am 19. Mai 2019 teil, verlor dieses jedoch. Am 23. September 2019 gewann sie die WWE 24/7 Championship von R-Truth. Die Regentschaft hielt 11 Tage und sie verlor den Titel schlussendlich an DJ Marshmello bei WWE Friday Night SmackDown, gewann ihn jedoch in der gleichen Nacht zurück und somit begann ihre zweite Regentschaft als 24/7 Champion. Nach zwei Tagen verlor sie den Titel gegen Tamina, als diese sie bei WWE Hell In A Cell 2019 im Backstage-Bereich einrollte. Am 24. November 2019 bestritt sie bei WWE Survivor Series zusammen mit Sasha Banks, Dana Brooke, Lacey Evans und Nikki Cross ein Traditional Survivor Series Elimination Match gegen Natalya, Asuka, Charlotte Flair, Kairi Sane, Sarah Logan, Rhea Ripley, Io Shirai, Bianca Belair, Toni Storm und Candice LeRae. Sie ging aus diesem Match nicht als Siegerin hervor.
Am 4. Oktober 2021 wurde sie beim WWE Draft zu Raw gedraftet. Am 22. November 2021 gewann sie zusammen mit Zelina Vega die WWE Women’s Tag Team Championship, hierfür besiegten sie Nikki A.S.H. und Rhea Ripley. Am 3. April 2022 verloren sie die Titel nach 132 Tagen bei WrestleMania 38 an Sasha Banks und Naomi. Am 9. Juni 2022 gewann sie die WWE 24/7 Championship von Dana Brooke, jedoch verlor sie diesen in der gleichen Nacht wieder. In der darauffolgenden Nacht wiederholte sich dieses Szenario.

## Privatleben
Seit 2019 ist sie mit dem WWE-Kommentator und ehemaligen Wrestler Corey Graves liiert. Im Oktober 2021 gaben beide ihre Verlobung bekannt, am 7. April 2022 heirateten sie in Florida.

## Erfolge
World Wrestling Entertainment
- SmackDown Women’s Championship (1×)
- WWE 24/7 Championship (4×)
- WWE Women’s Tag Team Champion (1× mit Zelina Vega)
- Money in the Bank (Women’s 2017)
- Mixed Match Challenge Winner. (mit R-Truth)
- WWE Women’s Battle Royal Siegerin. (Wrestlemania 35)

## Sonstiges
- Sie ist die Tochter des ehemaligen WWE-Wrestlers Paul Van Dale.
- Sie hat einen Bachelor in Marketing.
- Bis 2010 war sie in drei Saisons Cheerleaderin bei der American-Football-Mannschaft New England Patriots.
- Von 2010 bis 2011 war sie Tänzerin bei der Basketball-Mannschaft Los Angeles Lakers.